# Allan Gotthelf
Allan Stanley Gotthelf (Brooklyn, Nueva York, Estados Unidos, 30 de diciembre de 1942 - Filadelfia, 30 de agosto de 2013) fue un filósofo estadounidense y una autoridad reconocida en la filosofía de Aristóteles y Ayn Rand.

## Carrera académica
Gotthelf nació en Brooklyn, Nueva York, el 30 de diciembre de 1942. Obtuvo una maestría en matemáticas por la Universidad Estatal de Pensilvania, y una maestría y un doctorado en filosofía por la Universidad de Columbia en 1975, donde estudió con profesores como el estudioso aristotélico John Herman Randall, Jr. Un ensayo basado en su tesis doctoral, ambos titulados Aristotle's Conception of Final Causality (en español: Concepción aristotélica de la causalidad final) ganó el primer premio en el Concurso de Disertaciones de The Review of Metaphysics y fue publicado en esa misma revista en diciembre de 1976. Tras ello, comenzó su carrera docente en la Universidad de Wesleyan, en Connecticut.
Fue profesor emérito de filosofía en el College de Nueva Jersey, un miembro vitalicio del Clare Hall de la Universidad de Cambridge, y profesor invitado de historia y filosofía de la ciencia en la Universidad de Pittsburgh, donde ocupó el Fellowship de la universidad para el estudio del objetivismo desde 2003. Fue uno de los fundadores de la Ayn Rand Society (fundada en 1987), afiliada a la American Philosophical Association, División Este, y ocupó el cargo de secretario de la sociedad y presidente de su comité de dirección desde 1990 hasta su muerte.

## Implicación con Ayn Rand y el movimiento objetivista
Gotthelf conoció el pensamiento de Ayn Rand en 1961 cuando, a la edad de 18 años, leyó por primera vez Atlas Shrugged. Asistió a muchos cursos de conferencias en el Instituto Nathaniel Branden, donde trabajó como ujier (y en otras funciones), y donde en 1962 conoció a Ayn Rand. Durante más de quince años, tuvo muchas oportunidades para sostener una discusión filosófica con Rand; por ejemplo, fue un participante activo en los famosos Talleres sobre Introducción a la Epistemología Objetivista de 1969-1971, y subsecuentes talleres más pequeños en el departamento de Rand. Fue el elegido de Rand para  ser el indexador de sus colecciones de ensayos: La virtud del egoísmo y El capitalismo: el ideal desconocido. Como estudiante en el Brooklyn College en 1963, Gotthelf fundó uno de los primeros "Ayn Rand Clubs" con base en la universidad, bajo cuyos auspicios Rand dio conferencias a una audiencia de más de 1000 alumnos. Fueron sugerencias tanto de Gotthelf como de Leonard Peikoff lo que motivó a Rand a escribir su monografía, Introducción a la epistemología objetivista.
Comenzando en 1964, habló sobre la filosofía de Rand, el Objectivismo, innumerables veces en colegios, universidades y grupos privados a través de los Estados Unidos, Canadá, Bermudas, Europa y Japón. Es el autor de On Ayn Rand, aún el libro más vendido de la serie Wadsworth Philosophers, y fue coautor (con Gregory Salmieri) de la entrada de Rand en el Dictionary of Modern American Philosophers.  Fue coeditor (también con Salmieri) del volumen de Wiley-Blackwell, Ayn Rand: una compañera, sus obras y pensamientos, publicado en 2013, y publicó dos ensayos en la Colección de Ensayos de Robert Mayhew sobre Atlas Shrugged de Ayn Rand: "Discurso de Galt en cinco oraciones (y cuarenta preguntas)" y "Una nota sobre la 'Elección final' de Dagny".
Como se mencionó anteriormente, Gotthelf fue uno de los miembros fundadores de The Ayn Rand Society, y ocupó su cargo más alto. En el momento de su muerte, era el editor (con James G. Lennox como editor asociado) de la serie, Ayn Rand Society Philosophical Studies, publicada por la University of Pittsburgh Press. El primer volumen, Metaética, Egoísmo y Virtud: Estudios en la Teoría normativa de Ayn Rand, se publicó a principios de 2011. El segundo volumen, Conceptos y su función en el conocimiento: Reflexiones sobre la epistemología objetivista, se publicó a mediados de 2013. El primer volumen incluye su ensayo "The Choice to Value" (1990); el segundo volumen comienza con su ensayo "La teoría de los conceptos de Ayn Rand: Repensar la abstracción y la esencia".